# Martin Taylor
Pour les articles homonymes, voir Taylor et Martin Taylor (homonymie).
Martin Taylor est un footballeur anglais né le 9 novembre 1979 à Ashington. Il évoluait au poste de défenseur.

## Biographie
En 2008, lors d'un match contre Arsenal FC, il tacle Eduardo da Silva et le blesse gravement à la jambe. Selon un médecin Anglais, sans l'intervention des médecins d'Arsenal FC, il aurait été amputé de la jambe.
En 2012, il signe pour deux saisons en faveur de Sheffield Wednesday.
Le 10 septembre 2013 il est prêté à Brentford pour un mois. Le 6 mai 2014, il est libéré du Sheffield Wednesday.

## Carrière
- 1997-fév. 2004 :  Blackburn Rovers FC
  - jan. 2000-mars 2000 :  Darlington FC  (prêt)
  - mars 2000-mai 2000 :  Stockport County FC  (prêt)
- fév. 2004-jan. 2010 :  Birmingham City FC
  - nov. 2007-déc. 2007 :  Norwich City FC  (prêt)
- jan. 2010-2012 :  Watford
- 2012-mai 2014 :  Sheffield Wednesday

## Palmarès
- Vainqueur de la Carling Cup en 2002.